# 彰義隊
彰義隊（しょうぎたい）は、幕末期の1868年（慶応4年）、江戸幕府の征夷大将軍であった徳川慶喜の警護などを目的として渋沢成一郎や天野八郎らによって結成された部隊。江戸幕府より江戸市中取締の任を受け、江戸の治安維持を行ったが、戊辰戦争の一環である上野戦争で明治新政府軍に敗れて解散した。

## 結成と経過
鳥羽・伏見の戦いの後、慶喜は江戸城へと移っていた。1868年2月11日に新政府に対する恭順の意を表し、翌12日、上野寛永寺に蟄居した。
これに不満な幕臣の本多敏三郎と幕府陸軍調役の伴門五郎が11日に檄文を発し、有志へ会合を持ちかけた。翌12日、集会場所に指定した雑司ヶ谷の酒楼「茗荷屋」には、一橋家ゆかりの者ら17名が集まり、寛永寺に謹慎した慶喜の復権や助命について話し合った。2月17日には四谷鮫ヶ橋の円応寺に場所を移し、30名ほどで会合を行っている。
同月21日に開かれた会合には、元一橋家家臣で幕臣の渋沢成一郎を招いただけでなく、幕臣以外にも有志を求めたため、諸藩の藩士や旧幕府を支持する志士までもが参加している。その結果、会合は組織へと変化し尊王恭順有志会が結成され、「尽忠報国」（国に報いて忠を尽くす）とともに「薩賊」の討滅を記した血誓書を作成した。
23日に浅草本願寺で行われた結成式では、阿部杖策の発案で「大義を彰（あきら）かにする」という意味の彰義隊と命名し、改めて血誓状を作成した。頭取には渋沢成一郎、副頭取には天野八郎が投票によって選出され、本多敏三郎と伴門五郎は幹事の任に付いた。天野は幕臣ではないものの胆力があり、隊士の支持を受けて中心人物となった。旧幕府は彰義隊の存在が新政府に対する軍組織と受け取られることを恐れ、彰義隊と治安改善を願う江戸住民に対する懐柔を兼ねて江戸市中取締に任じた。結成の噂を聞きつけた旧幕府ゆかりの者のみならず、町人や博徒、侠客も参加し、隊が千名を超える規模になった。4月3日に本願寺から寛永寺へ拠点を移動している。
4月11日に江戸城が無血開城し、慶喜が水戸へと退去した。彰義隊士は慶喜を千住から下総松戸まで護衛を行ったが、彰義隊自体は寛永寺に止め置かれた。
慶喜が水戸へ移った後も彰義隊は、寛永寺貫主を兼ね同寺に在住する日光輪王寺門跡（輪王寺宮）の公現入道親王を擁して、徳川将軍家霊廟守護を名目に、寛永寺を拠点として江戸に残り続けた。幕臣の勝海舟は武力衝突を懸念して彰義隊の解散を促したが、東征軍（明治新政府軍）と一戦交えようと各地から脱藩兵が参加し、最盛期には3000人から4000人規模に膨れ上がる。渋沢成一郎は慶喜が江戸を退去したため、彰義隊も江戸を退去し日光へ退くことを提案したが、天野は江戸での駐屯を主張したため分裂した。天野派の隊士の一部が渋沢の暗殺を謀ったため、渋沢は彰義隊を離脱（渋沢が一時期軟禁されたとの説がある）、一時姿を隠していたが、同志とともに飯能（現：埼玉県飯能市）の能仁寺で振武軍を結成し、独自に活動を展開した（飯能戦争を参照）。渋沢の離脱に伴い彰義隊は隊を再編成したが、天野は頭並の地位に止まっている。
江戸開城以降、関東地方各地で旧幕府陸軍兵士らが盗賊と化し、幕府復興を名目に放火や強盗を働いた。彰義隊の新政府への敵対姿勢が改まらず、彰義隊隊士の手で新政府軍兵士への集団暴行殺害が繰り返されていた。事態の沈静化を願った勝海舟ら旧幕府首脳は、彰義隊と同じく慶喜の警護役をしていた幕臣・山岡鉄舟を輪王寺宮の側近・覚王院義観と会談させ、彰義隊への解散勧告を行った。しかし義観は彼を裏切り者と呼び、説得に応じなかった。京都の明治新政府は、関東の騒乱の原因の一つを彰義隊の存在と考えた。新政府は彰義隊に江戸警備の任務を与え懐柔しようとした勝ら旧幕府首脳、また旧幕府首脳に江戸治安を委任していた東征軍の西郷隆盛から職務上の権限を取り上げ、彰義隊を討伐する方針を決定。西郷に代わる統率者として大村益次郎が京都から着任した。
新政府側は、1868年5月1日に彰義隊の江戸市中取締の任を解くことを通告し、新政府自身が彰義隊の武装解除に当たる旨を布告した。これにより、彰義隊との衝突事件が上野近辺で頻発した。軍務局判事（兼江戸府判事）として江戸に着任していた大村益次郎の指揮で武力討伐が決定、同14日に彰義隊討伐の布告が出される。

## 上野戦争

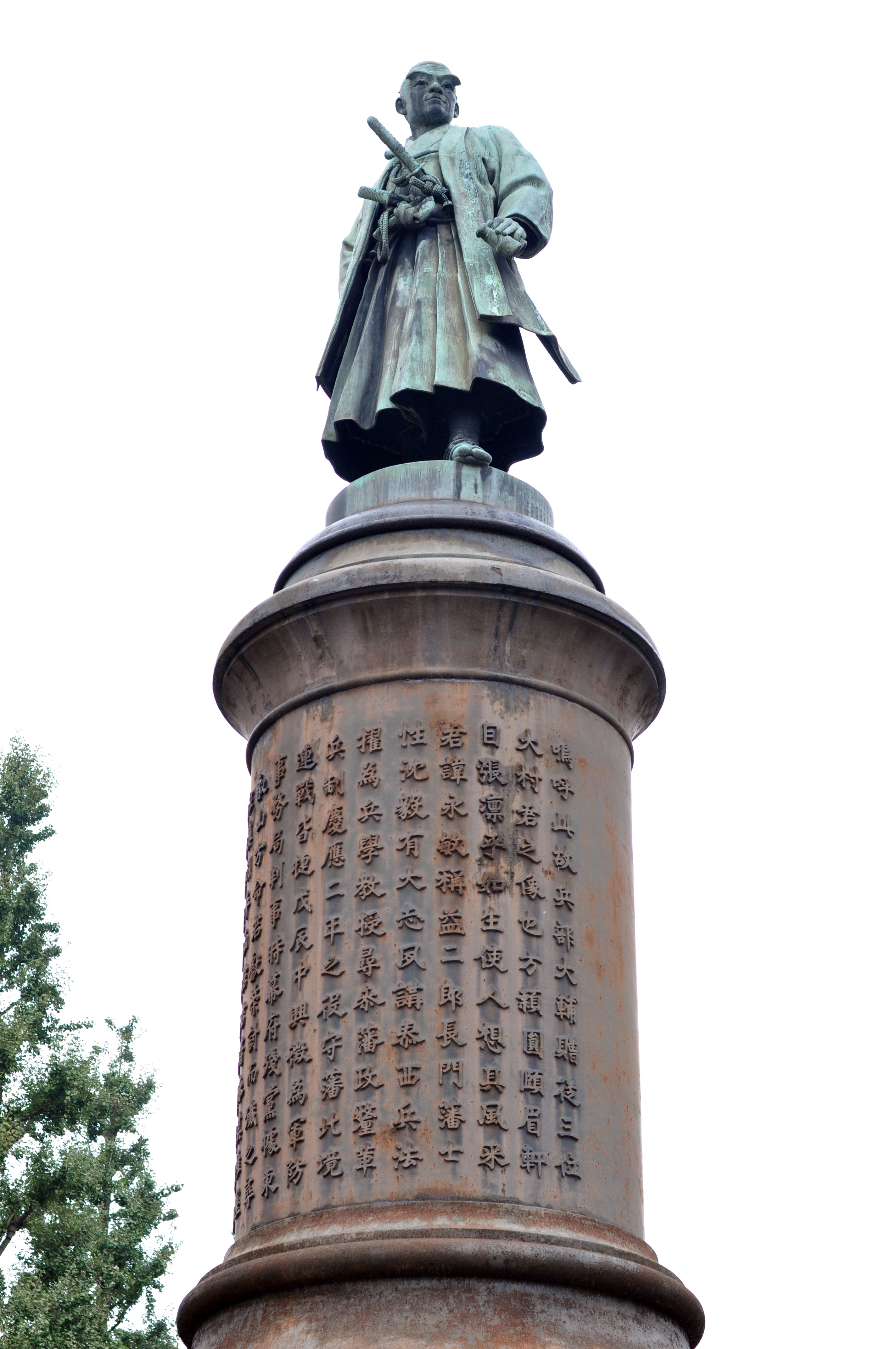
彰義隊と対峙する大村益次郎像
（靖国神社参道中央）

1868年7月4日（慶応4年5月15日）未明、大村が指揮する政府軍は、寛永寺一帯に籠る彰義隊を包囲し、雨中総攻撃を行った。午前中、新政府軍は上野山王台に陣した関宿藩卍隊の正確極まる激しい砲撃と屈強な彰義隊の抵抗に遭い、戦況は進展しなかった。しかし正午から肥前佐賀藩が保持する射程が長いアームストロング砲の砲撃が山王山に着弾し始め、午後は射程と戦術に勝る新政府軍が優勢に戦闘を進め、1日で彰義隊を撃破、寛永寺も壊滅的打撃を受けた。記録上の戦死者は彰義隊266名、新政府軍30名余りと言われている。
大村が立案した彰義隊殲滅作戦を実施するには、50万両もの大金が必要だった。この調達のために大村は米国より軍艦ストンウォール号購入のための資金25万両を交渉役の大隈重信から分捕り、さらに江戸城内の徳川家の財宝を外国商人に売り払い、最終的には新政府の会計を司る由利公正に掻き集めさせた20万両を併せて、何とか50万両を揃えた。これにより作戦実地に必要な銃砲弾その他の物資を揃え、開戦した。
渋沢が率いる振武軍は彰義隊の援護に赴いたが、行軍中に彰義隊の敗北を知り、敗兵の一部と合流して退却した。

## 上野戦争後

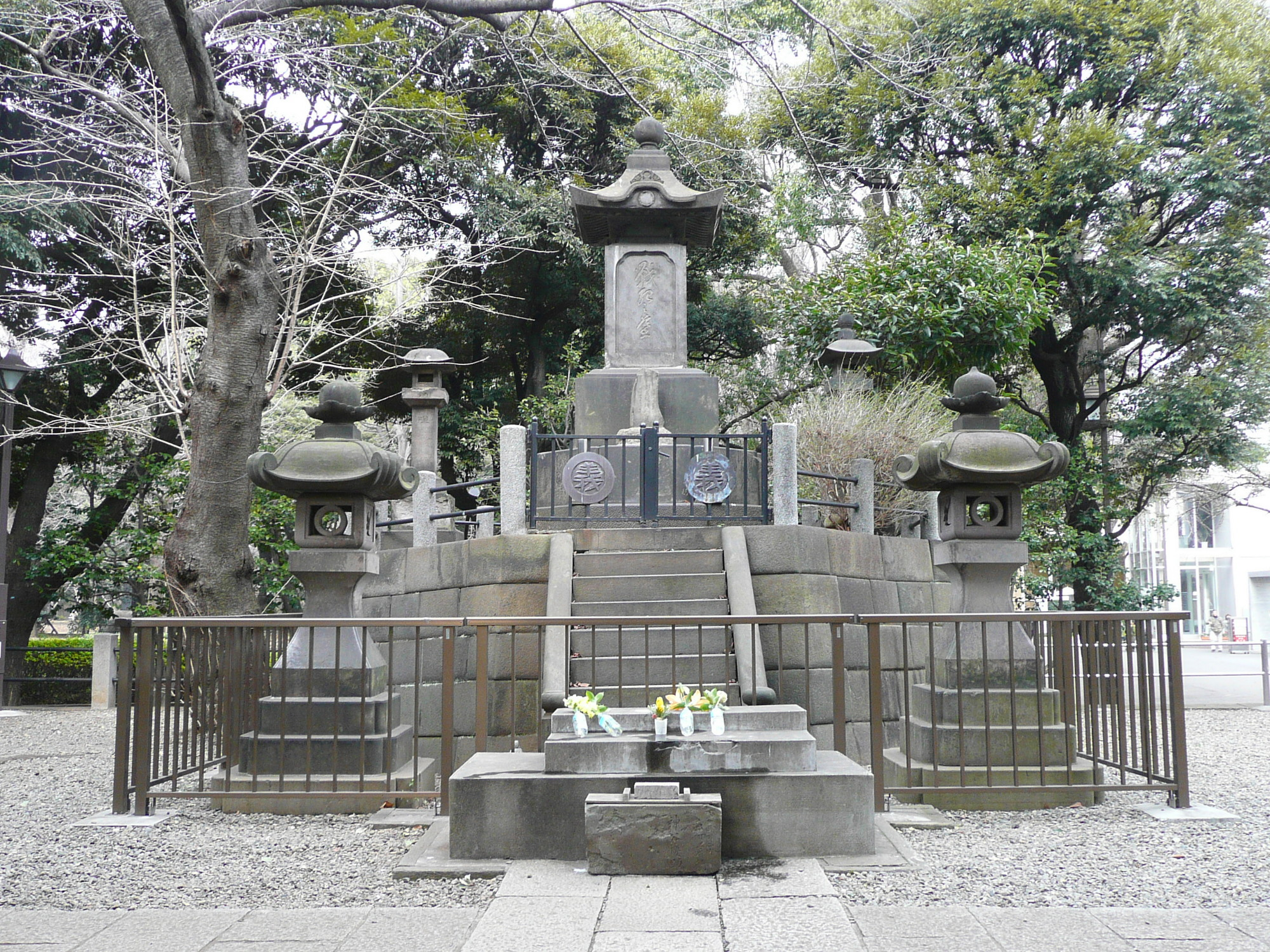
上野公園内にある彰義隊の墓

逃走した彰義隊残党の一部は、北陸や常磐、会津方面へと逃れて新政府軍に抗戦した。転戦を重ねて箱館戦争に参加した者もいる。
彰義隊の生き残りは厳しく詮議された。首魁の天野は投獄後数か月で死亡した。死因は肺炎とされる。江戸時代から明治時代初期にかけての牢獄は環境が劣悪で、囚人の生存率が低かった。改善されるのは明治の不平等条約改正運動以降のことである。上野で戦死したことにして故郷にも帰れず、明治時代を戸籍なしで送った者もいたという。太平洋戦争終戦時に内閣総理大臣を務めた鈴木貫太郎の叔父は彰義隊に参加した関宿藩卍字隊の上級武士だったために生死が徹底的に調査され、全国へ指名手配された。原田左之助は上野戦争で戦死したとされるが、家族に迷惑がかかるのを心配し戦死したことにしたという説もある。獄中の彰義隊士が自由の身になったのは1869年（明治2年）である。新政府がとった彰義隊への処遇は徳川方の諸隊の中で最も厳しかったと言われるが、大塚霍之丞のように謹慎後に明治政府へと登用され官吏や重役に就いた者も少なくない。
捕縛後の天野の述懐の中に、戦闘中に隊を率い階段を駆け上がり、後ろを見たら誰もいなかったというものがある。彰義隊は江戸市民の旧幕府への追慕としての感情や威勢に立脚した集団で、新政府への対抗姿勢を示し、新政府兵士へ集団暴行・殺傷を繰り返した存在としては覚悟が足りず、実際の戦闘に直面すると逃亡する者が多かったことが、一日の戦闘での崩壊となったとする説もある。
江戸では彰義隊の壊滅後、特に戦闘も起こることもなく新政府要人が集団で移転して来た。さらに明治天皇を迎え、元号は明治へ、街の名前も江戸から東京へと変わり、明治新政府の首都としての歴史が始まった（東京奠都）。
なお戦闘後、上野には200名を超える彰義隊士の遺骸が残った。徳川家の菩提寺であった芝増上寺や縁故者等が引き取りを申し出たが、官はこれを容れなかったという。南千住（現：東京都荒川区）の円通寺の二十三世仏麿和尚と、寛永寺の御用商人であった三河屋幸三郎がこれを見兼ね、戦死者を上野で荼毘に付したうえ、官許を得て遺骨を円通寺に埋葬した（上野公園内「彰義隊墓表之来由」）。円通寺には近親者などが墓碑を相次ぎ建立、上野では1869年（明治2年）、寛永寺子院の寒松院と護国院の住職が密かに「彰義隊戦死之墓」と刻んだ墓碑を地中に埋めたが、表立って彰義隊を供養することは憚られる状況が続いた。
1874年（明治7年）、戦後に逮捕されて赦免された小川椙太（維新後は興郷と名乗る）ら元隊士3人の願が許可され、翌1875年（明治8年）に上野で彰義隊の墓が建立された。立派な唐銅製だった初代の墓は資金が足りず残金が払えなくなり、借金のかたとして持ち去れてしまい、見かねた白山大乗寺の住職・日舜が支援して、1881年（明治14年）に再建許可を得て、西郷隆盛像裏手に現在まで残る墓石を据えた。「戦死之墓」という墓碑銘は旧幕臣山岡鉄舟が揮毫した。興郷は、鉄舟による仕官の勧めも断って墓守となり、その死後は妻子、妻の養女と小川家が茶店を営みながら墓を守り、祖先が彰義隊士だったかも知れないと訪ねて来る人の相談に乗り、旧敵にあたる西郷像の掃除に水道を貸したこともあった。2003年には小川家の転居により墓所は東京都に移管され、併設されていた資料室の所蔵品の多くは台東区に寄贈された。
彰義隊を「賊軍」とみなす人々からの風当たりによる資金難、墓地の所有権を巡るトラブルなどはあったものの、戊辰戦争における立場を超えて彰義隊士を慰霊しようという環境は次第に好転し、現在に至っている。なお、上野戦争に参加した官軍側諸隊である山国隊の記録では、終戦の3日後から彰義隊の遺体処理を開始したとあり、円通寺は大村からの指示で遺体の受け入れを行ったとの説があるなど、戦死者の処理については記録により差異がある。
彰義隊士の法要は5月15日に行われており、小川の志に協力した日蓮宗が担ってきた。2017年5月15日の百五十回忌は、増上寺や寛永寺など都内5寺が宗派を超えて営んだ。
2018年7月、「彰義隊子孫の会」が結成された。

## 幹部構成
| 結成当初 - 渋沢成一郎：頭取 - 天野八郎：副頭取 - 本多敏三郎：幹事 - 伴門五郎：幹事 - 須永於菟之輔：幹事 | 一次編成（4月頃） - 頭取:本多邦之助 - 第一青隊 - 隊長:朽原鼎 副長:近藤又三郎 - 第一黄隊 - 隊長:浅川文三郎 副長:菅沼安太郎 - 第一赤隊 - 隊長:土肥八十三郎 副長:林半蔵 - 第一白隊 - 隊長:管間房次郎 副長:糸賀藤三郎 - 第一黒隊 - 隊長:石川善一郎 副長:高木文八郎 - 第二青隊 - 隊長:木下福次郎 副長:寺沢親太郎 - 第二黄隊 - 隊長:百瀬雄二郎 副長:鳥飼常三郎 - 第二赤隊 - 隊長:大谷内龍五郎 副長:高山健太郎 - 第二白隊 - 隊長:加藤大五郎 副長:山崎雅五郎 - 第二黒隊 - 隊長:織田主膳 副長:加藤光造 - 第三青隊 - 隊長:松本勘吉 副長:野村徳太郎 - 第三黄隊 - 隊長:佐久間末七郎 副長:岡田英次郎 - 第三赤隊 - 隊長:比留間良八 副長:秋元寅之助 | 二次編成（上野戦争直前） - 頭:池田長裕、小田井蔵太 - 頭並:菅沼三五郎、天野八郎、春日左衛門、川村敬三 - 頭取:吉田定太郎、伴門五郎、織田主膳、本多敏三郎 - 頭取並:小林清五郎、大塚霍之丞、加藤帰之助、酒井宰輔、近藤武雄、新井鐐太郎、杉山作左衛門 - 会計掛:田中清三郎、飯田豊之助、百井求之助 - 記録掛:金井禎次郎、中川記代之助、斎藤金左衛門、窪田俊助、小野安太郎、安部杖策 - 器械掛:松崎平三郎、鈴木杢右衛門 - 本営詰:秋元寅之助、加藤大五郎、丸毛靭負、上原仙之助 - 兵隊組頭:土肥八十三郎（一番隊隊長）、管間房次郎（二番隊隊長）、松本勘吉（三番隊隊長）、鳥飼常三郎（四番隊隊長）、朽原鼎（五番隊隊長）、浅川文三郎（六番隊隊長）、石川善一郎（七番隊隊長）、木下福次郎（八番隊隊長）、大谷内龍五郎（九番隊隊長）、山崎雅五郎（十番隊隊長）、加藤光造（十一番隊隊長）、佐久間末七郎（十二番隊隊長）、高橋真吉（十三番隊隊長）、比留間良八（十四番隊隊長）、安藤勘蔵（十五番隊隊長）、今井八郎（十六番隊隊長）、古谷萬吉郎（十七番隊隊長）、西村賢八郎（十八番隊隊長） - 天王寺詰:小川椙田、花俣鉄吉、斎藤亀吉 - 真如院詰:高山健太郎 - 遊撃隊隊長:村越三造 - 万字隊取締:百瀬雄次郎 - 神木隊取締:近田六郎太夫 - 客将:竹中丹後、細倉謙左衛門、木城安太郎 - 寄合衆:船越主計、村上求馬 |